# مركز فلوريدا للإبلاغ عن التحقيقات
مركز فلوريدا للإبلاغ عن التحقيقات (FCIR) هي منظمة غير ربحية تأسست في عام 2010 ولديها مهمة محددة للتحقيق في «الفساد والتبذير وإجهاض العدالة». يُدير المركز مجلس إدارة من ذوي الخبرة في مجال الصحافة والقانون والحكومة. يعمل شارون روزنهاوس، المحرر الإداري المتقاعد من صحيفة صن-سينتينيل، رئيسًا لمجلس الإدارة.

## التحقيقات
أفاد المركز بأن مسئولي ولاية فلوريدا يزعمون أنهم طلبوا من موظفي إدارة حماية البيئة في ولاية فلوريدا عدم استخدام مصطلحات الاحتباس الحراري، وتغير المناخ، والاستدامة في اتصالاتهم.
وزعم تحقيق آخر أجرته الشركة أن هناك طلبات متكررة للسجلات قدمتها أطراف خاصة للحصول على سجلات للأعمال التجارية التي تم التعاقد معها للعمل مع وكالات تابعة للدولة، تبعتها في بعض الحالات دعاوى قضائية. ومنذ ذلك الحين تم إدخال تشريع لتعديل قانون ضوء الشمس في فلوريدا لحماية هذه الأعمال.
شارك المركز أيضًا في التحقيق في اتجاه جديد في ولاية فلوريدا نحو إنشاء الممرات. وفي عام 2011، ساعد المركز في الكشف عن شهادات الثانوية العامة المًزورة للالتحاق بالجامعات. يوجد وصف للتحقيقات الأخرى التي أجراها المركزعلى موقعه على الإنترنت.

## تاريخ المركز
تأسس المركز في عام 2010 على يد تريفور ارونسون وماك نيلي توريس. أصبح آرونسون مديرًا تنفيذيًا في سبتمبر 2014. يقع مقر المنظمة في حرم كورال جابلز التابع لجامعة ميامي.

## روابط خارجية
- الموقع الرسمي